# بلاعوض
بلاعوض (به لاتین: ex gratia) یک اصطلاح حقوقی است که به انجام شدن داوطلبانه و دلخواهانه یا از روی بخشش چیزی اشاره دارد. عبارت پرداخت بلاعوض (ex gratia payment) در هنگام اعطای مبلغی بدون پذیرش مسئولیت یا تکلیف حقوقی، به کار می‌رود.
پرداخت بلاعوض بیشتر زمانی انجام می‌شود که یک سازمان یا دولت پرداخت غرامت به قربانیان یک حادثه ناشی از تصادف (و نظایر آن) را برعهده میگ‌یرد، اما مسئولیت خسارات را نپذیرفته، یا تقصیر خود در وقوع حادثه را قبول ندارد.
واژه اِکس گریشیا با کلمه Grace (مرحمت) هم‌ریشه‌است و به رایگان، از روی احسان و بدون چشمداشت نیز ترجمه می‌شود.

## موارد پرداخت بلاعوض
- انعامی که توسط مشتریان کافه‌ها و رستوران‌ها به خدمتکاران پرداخت می‌شود.[۸]
- هنگامی که خسارتهایی به اماکن مأموریت اتباع خارجی در کشوری دیگر وارد می‌شود، گاه دولت میزبان بدون آنکه مسئولیت وقوع حادثه را تقبل نماید، به لحاظ وظیفه‌ای که برای حفاظت از اماکن مأموریت دارد، تمامی خسارات وارده به محل یا اماکن مأموریت را بدون پذیرفتن مسؤولیت (ex gratia) می‌پردازد[۹]

## مثال‌هایی از پرداخت بلاعوض
- پس از سرنگونی هواپیمای ایرباس ۶۵۵ ایران ایر توسط ناو ونسان در ۳ ژوئیه ۱۹۸۸ و کشته شدن ۲۹۰ سرنشین غیرنظامی آن، رئیس جمهور آمریکا بر اساس اکس گریشیا مبلغ ۶۱٫۸ میلیون دلار به خانواده‌های قربانیان و همچنین ۷۰ میلیون دلار برای خسارت ناشی از سقوط هواپیمای مسافربری پرداخت کرد.[۱۰][۱۱]
- البته با تجه به تحریم ها هیچ مبلغی به ایران وارد نشده و به علاوه در صحت مورد بالا نیز تردید وجود دارد
- نخست وزیر ایالت ماهاراشترا در هند، ویلاسارو دیشموخ صد هزار روپیه به خویشاوندان هر یک از قربانیان حادثه تروریستی بمب‌گذاری قطار بمبئی (۱۱ ژوئیه ۲۰۰۶) و پنجاه هزار روپیه به مجروحین آن واقعه پرداخت کرد.[۱۲]
- نخست وزیر مالزی، داتوک سری عبدالله حاجی احمد بداوی در ژوئن ۲۰۰۸ اعلام کرد که مبالغی را با عنوان مساعدت به قضات متضرر در جریان بحران قانونگذاری سال ۱۹۸۸ پرداخت کرده‌است.[۵]
- در آوریل سال ۱۹۸۰ اعضای جنبش آزادی‌بخش عربستان (خوزستان) اقدام به تصرف سفارت ایران در لندن نموده، کاردار و دیگر اعضای سفارت را به گروگان گرفتند. سفارت پس از شش روز متعاقب حمله نیروهای ویژه انگلستان (Special Air Services) از تصرف اشغالگران خارج شد. در جریان این عملیات، پنج تن از گروگان‌گیرها کشته و نفر ششم دستگیر و به حبس ابد محکوم گردید. دولت پادشاهی متحد در ژوئن ۱۹۸۸ پرداخت ۸۲/۱ میلیون پوند به عنوان خسارات این حادثه را به دولت ایران تقبل کرد و ایران نیز مبلغ ۹۰۰ هزار پوند خسارت برای خسارات وارده به سفارت انگلیس در تهران در جریان انقلاب ایران (۱۳۵۷) را برعهده گرفت.[۹]